# Copa de Islas Feroe 2021
La Copa de Islas Feroe 2021 fue la sexagésima séptima —67.º—  edición de la Copa de Islas Feroe. El torneo empezó el 10 de abril de 2021 con los partidos de la Ronda preliminar y finalizó el 4 de diciembre del mismo año con la final. B36 conquistó su 7.º título tras ganar en la final al NSÍ por en los penales.

## Desarrollo
- Los horarios corresponden al huso horario vigente en Islas Feroe (UTC+1).

### Ronda preliminar
| Local             | Resultado | Visitante | Fecha       | Hora  | Estadio    |
| ----------------- | --------- | --------- | ----------- | ----- | ---------- |
| Royn Hvalba       | 0-3       | FC Hoyvík | 10 de abril | 15:00 | Á Skørinum |
| Miðvágs Bóltfelag | 0-3       | Undrið    | 10 de abril | 14:00 | MB Arena   |

### Primera ronda
| Local         | Resultado | Visitante       | Fecha       | Hora  | Estadio        |
| ------------- | --------- | --------------- | ----------- | ----- | -------------- |
| TB Tvøroyri   | 0-2       | HB Tórshavn     | 18 de abril | 14:00 | Við Stórá      |
| B71 Sandoy    | 2-1       | Undrið          | 18 de abril | 14:00 | Inni í Dal     |
| B36 Tórshavn  | 6-0       | Argja Bóltfelag | 18 de abril | 15:00 | Tórsvøllur     |
| Víkingur Gøta | 2-0       | Skála           | 18 de abril | 15:00 | Sarpugerði     |
| B68 Toftir    | 1-2       | EB/Streymur     | 18 de abril | 15:00 | Svangaskarð    |
| ÍF            | 3-0       | FC Suðuroy      | 18 de abril | 15:00 | Í Fløtugerði   |
| 07 Vestur     | 3-0       | FC Hoyvík       | 18 de abril | 15:00 | Svangaskarð    |
| KÍ            | 1-2       | NSÍ Runavík     | 20 de abril | 19:00 | Við Djúpumýrar |

### Cuartos de final
| Local       | Resultado | Visitante     | Fecha            | Hora  | Estadio      |
| ----------- | --------- | ------------- | ---------------- | ----- | ------------ |
| NSÍ Runavík | 3-0       | 07 Vestur     | 28 de mayo       | 19:00 | Við Løkin    |
| EB/Streymur | 2-3       | B36 Tórshavn  | 29 de mayo       | 15:00 | Við Margáir  |
| ÍF          | 2-3       | Víkingur Gøta | 30 de mayo       | 16:00 | Í Fløtugerði |
| B71 Sandoy  | 0-5       | HB Tórshavn   | 22 de septiembre | 18:15 | Inni í Dal   |

### Semifinales
| Fecha           | Hora  | Local         | Resultado      | Visitante     | Estadio    |
| --------------- | ----- | ------------- | -------------- | ------------- | ---------- |
|                 |       | HB Tórshavn   | 4−4            | NSÍ Runavík   |            |
| 21 de noviembre | 15:00 | HB Tórshavn   | 2:2            | NSÍ Runavík   | Tórsvøllur |
| 29 de noviembre | 18:00 | NSÍ Runavík   | 2:2 (7-6 pen.) | HB Tórshavn   | Við Løkin  |
|                 |       | Víkingur Gøta | 1−3            | B36 Tórshavn  |            |
| 21 de noviembre | 15:00 | Víkingur Gøta | 1:0            | B36 Tórshavn  | Sarpugerði |
| 29 de noviembre | 18:00 | B36 Tórshavn  | 3:0            | Víkingur Gøta | Tórsvøllur |

### Final
| Local       | Resultado      | Visitante    | Fecha          | Hora  | Estadio    |
| ----------- | -------------- | ------------ | -------------- | ----- | ---------- |
| NSÍ Runavík | 1-1 (3-4 pen.) | B36 Tórshavn | 4 de diciembre | 16:00 | Tórsvøllur |

## Goleadores
- Actualizado el 29 de noviembre de 2021.

| Pos. | Jugador              | Equipo      | Goles |
| ---- | -------------------- | ----------- | ----- |
| 1    | Klæmint Olsen        | NSÍ Runavík | 5     |
| 2    | Trondur Arge         | Hoyvik      | 3     |
|      | Bjarki Nielsen       | B36         | 3     |
|      | Hilmar Leon Jakobsen | HB          | 3     |